# Das Gewicht der Freiheit
Das Gewicht der Freiheit ist ein autobiografischer Roman von Florian Burkhardt, in dem er von seinen wilden Abenteuern in Hollywood, in der Modebranche und als «Electroboy» in Zürichs Partyszene, aber auch vom Zusammenbruch, dem Aufenthalt in der psychiatrischen Klinik und den Jahren der Zurückgezogenheit erzählt. Das Buch erschien am 1. Februar 2018 beim Wörterseh-Verlag.
Es ist 1996. Florian Burkhardt ist 21 und will von der Schweiz nach Los Angeles auswandern, um ein berühmter Schauspieler zu werden. Er findet einen Financier. Mit ihm, der seinen europäischen Manager spielt, überquert er den Atlantik, um in Hollywood Karriere zu machen. Von der Idee besessen, hat er ein gefälschtes Portfolio zusammengestellt und gibt an, mehrere Filmpreise gewonnen zu haben. Es ist die Zeit vor dem Internet, er kommt mit dem Schwindel durch. Ein renommierter Schauspielagent nimmt ihn unter Vertrag und die Türen des Showbusiness stehen ihm offen. Zu seiner eigenen Überraschung lässt sich die Welt nur zu gerne erobern. Er schafft es bis zum Kumpel berühmter Filmstars und beinahe zu einer Rolle in der damals angesagtesten Fernsehserie. Aber Florian hat keine Geduld. Was für viele Menschen der grosse Traum ist, langweilt ihn schnell.
Nach nur wenigen Monaten in der schillernden Hollywoodwelt heisst es für Florian auf zu neuen Ufern. Quasi nebenbei hat sich eine andere Türe geöffnet, das Modeln. Er erhält über eine Agentur Aufträge. Nach einem Job für ein amerikanisches Magazin wird Florian von einem Modelagenten aus Mailand entdeckt. Burkhardt startet eine Model-Karriere, die ihn von Milano nach New York, Paris, London und Tokio katapultiert. Er wird von den berühmtesten Agenturen unter Vertrag genommen und läuft Modeschauen für u. a. Dolce & Gabbana und Moschino. Gucci und Prada streiten sich sogar um Exklusiv-Verträge um ihn. Er wird zum Newcomer des Jahres gewählt und zieht nach New York, wo er mit den berühmtesten Fotografen arbeitet, darunter Albert Watson und David LaChapelle. Florian lebt ein weiteres Mal den grossen Traum.
Eine innere wie äussere Entfremdung nimmt in Florians Leben in dieser Zeit laufend zu: Er steht an der Schwelle zum Grössenwahn. Isoliert von der Umwelt, ohne Freunde und Liebesleben, steht der gefeierte Burkhardt eigentlich am Abgrund.
Er bekennt sich zu seiner Homosexualität und verliebt sich während eines Besuchs im heimatlichen Zürich. Ein einfacher Bauernsohn hat sein Herz erobert. Auf der Spitze des Erfolgs zieht er sich zurück und setzt seiner Model-Karriere ein Ende. Er lässt seine Agenten wissen, dass sie keine Buchungen mehr annehmen sollen und zieht zu seinem Freund auf den Bauernhof, um das einfache Leben und die erste Liebe zu geniessen.
Nachdem die Beziehung schnell in die Brüche gegangen ist und weil das Wort »unmöglich« in Burkhardts Welt nicht existiert, startet er 1999 mit verrückten Ideen in der noch ganz neuen Internetwelt durch. Er fängt an, Multimedia Design zu studieren, arbeitet als Konzepter bei der damals angesagtesten Zürcher Internetagentur und avanciert in kürzester Zeit zum gefeierten und hoch bezahlten Internetpionier. Er entwickelt Websites für Firmen wie die Migros, Swisscom und SRF. Das Web ist noch neu. Burkhardt ist Querdenker und am Puls der Internetrevolution. Er kreiert als Erster ein Videoportal und stellt damit lange vor YouTube bewegte Bilder ins Netz.
Sein Leben im Eiltempo entpuppt sich immer mehr als Flucht vor seiner Herkunft und Vergangenheit, die ihn unerbittlich einholen. Die psychische Belastung staut sich in ihm an, und es folgt der gesundheitliche Zusammenbruch. Wir schreiben das Jahr 2001. Florian muss sich am Hauptbahnhof Zürich auf eine Bank setzen und ist gezwungen, dort sitzen zu bleiben, als er merkt, dass seine Beine den Dienst versagen. Er kann nicht mehr Tram, Zug und Taxi fahren, weil er sofort Panikattacken bekommt. Monatelang verlässt er seine Wohnung nicht, hat Angstzustände. Von heute auf morgen gibt er alles auf. Er zieht sich komplett aus der Öffentlichkeit zurück. Die Panikattacken und Phobien bestimmen seinen Alltag.
Als er es auch in der Wohnung nicht mehr aushält, lässt er sich ins »Burghölzli« einweisen, die Psychiatrische Klinik Zürichs. Dort wird ihm eine »Generalisierte Angststörung bei narzisstischer Persönlichkeitsstruktur mit Selbstwert- und Identitätsproblematik mit Anteilen einer sozialen Phobie« diagnostiziert. Seine Phobien können nur mit Medikamenten in Schach gehalten werden. In langen Monaten muss er wieder lernen, eine Tür zu öffnen, Licht zu ertragen und aus dem Gebäude zu gehen. Als Florian die Klinik verlassen kann, zieht er ins ruhigere Bern, um dort sein hektisches Leben zu verarbeiten.

## Entstehung
Der Erfolg des Vorgängerbuchs Das Kind meiner Mutter und des Kinodokumentarfilms electroboy über sein Leben motivierte Florian Burkhardt, diese Fortsetzung zu schreiben.

## Ausgaben
- Florian Burkhardt: Das Gewicht der Freiheit. Roman. Wörterseh-Verlag, Gockhausen 2018, ISBN 978-3-03763-089-1.